# رودلف ريتر
رودلف ريتر (بالألمانية: Rudolf Ritter)‏ هو مغني أوبرا ومغني ألماني ونمساوي، ولد في 19 يناير 1878 في موست في التشيك، وتوفي في 3 يونيو 1966 في غايلدورف في ألمانيا.

## وصلات خارجية
- رودلف ريتر على موقع IMDb (الإنجليزية)